# Asz-Szajch Badr (dystrykt)
Asz-Szajch Badr – jedna z 5 jednostek administracyjnych drugiego rzędu (dystrykt) muhafazy Tartus w Syrii.
W 2004 roku dystrykt zamieszkiwało 52 981 osób.